# Wojciech Fortuna
Wojciech Fortuna, född 6 mars 1952 i Zakopane, är en polsk tidigare backhoppare som tävlade för TS Wisła Gwardia, Zakopane.

## Karriär
Wojciech Fortuna började sin internationella karriär i Tysk-österrikiska backhopparveckan säsongen 1971/1972. Hans bästa resultat i hoppveckan 1971/1972 kom i deltävlingen i Bischofshofen, där han tog 18:e plats. Totalt tog han 23:e plats.
Kort efter tävlingarna i backhopparveckan vann Wojciech Fortuna mycket överraskande guldet i stora backen i Olympiska Spelen i Sapporo 1972. Tävlingen fullföljdes i kraftig och oberäknelig vind. Många av favoriterna misslyckades i tävlingen. Fortunas två hopp mätte 111,0 och 87,5 meter. Guldet var det första polska guldet i vinter-OS någonsin, dessutom den etthundrade guldmedaljen för Polen i OS-sammanhang, och den enda polska guldmedaljen i vinter-OS fram till Olympiska vinterspelen 2010 i Vancouver, då Justyna Kowalczyk vann guldet i  damernas 30 km masstart i längdskidåkning. OS-tävlingen räknas också som världsmästerskap. I stora backen tog Fortuna en sjätteplats.
Säsongen 1972/1973 var Wojciech Fortunas bästa i backhopparveckan. Hans bästa deltävling var i Garmisch-Partenkirchen (tionde plats) och totalt kom han på artonde plats.
Wojciech Fortuna avslutade backhoppskarriären 1976. Han räknades som Polens bästa backhoppare genom tiderna tills Adam Małysz vann backhopparveckan 2000/2001.